# Diego Veronelli
Diego Veronelli (* 5. Dezember 1979 in Buenos Aires) ist ein ehemaliger argentinischer Tennisspieler und jetziger -trainer.

## Karriere
Veronelli wurde mit 17 Jahren Tennisprofi und gewann zunächst bis zum Jahr 2000 einen Future- und zwei Satellitetitel. Im September 1999 stand er in Gramado zudem das erste Mal in einem Finale es Challenger-Turniers, das er gegen Jamie Delgado verlor und ihn dennoch erstmals in die Top 300 der Weltrangliste führte. In den Jahren 2000 und 2001 gewann der Argentinier fünf weitere Futures, wodurch er mit Platz 237 Ende des Jahres zunächst sein Karrierehoch erreichte und fortan öfter an Challengers teilnehmen konnte.
Nach einem schwächeren Jahr 2002 erreichte Veronelli 2003 sein zweites Challenger-Finale seiner Karriere. In Scheveningen verlor er gegen Todd Larkham in drei Sätzen, ehe er in der Folgewoche in Helsinki wieder bis ins Halbfinale vorstieß. In Palermo kam er im September zudem zu seinem Debüt auf der ATP Tour, wo er zugleich zwei Matches gewann und ins Viertelfinale einzog – dies sollten seine einzigen Siege auf diesem Niveau bleiben. Dort unterlag er Paul-Henri Mathieu. Dies wurde seine beste Saison, die er auf Rang 174 beendete. Im Juni 2004 stand er mit Platz 165 auf seiner höchsten Notierung. Im Doppel spielte er in diesem Jahr in Buenos Aires sein erst zweites ATP-Turnier-Event, wo er mit Federico Browne überraschte und bis ins Finale einzog. Er unterlag dort seinen Landsmännern Lucas Arnold Ker und Mariano Hood, dennoch stand er danach mit Platz 171 auf seiner besten Karriereplatzierung. 2005 und 2006 erzielte er weniger gute Ergebnisse und flog zeitweilig sogar aus den Top 1000 der Welt, ehe er 2007 wieder in die Top 500 vorstieß. Er spielte seltener Challengers und trat auch zu weniger Turnieren an, sodass er 2010 beim World Team Cup in Düsseldorf sein letztes Turnier spielte.
Nach Beendigung seiner aktiven Karriere trainierte er unter anderem João Souza, Giovanni Lapentti und Heather Watson. Letztere gewann unterm Veronelli als Trainer zwei Einzel- und einen Doppeltitel. Zudem gewann sie den Mixed-Titel 2016 in Wimbledon.